# Овал Кассіні
Ова́л Кассі́ні — геометричне місце точок, добуток відстаней від яких до двох заданих точок (фокусів) сталий і дорівнює квадрату деякого числа {\displaystyle a}.

Овали Кассіні (a=0.6c, 0.8c, c, 1.2c, 1.4c, 1.6c)

Окремим випадком овалу Кассіні при фокусній відстані рівній {\displaystyle 2a} є Лемніската Бернуллі. Сам овал є лемніскатою з двома фокусами.
Криву запропоновав французький астроном італійського походження Джованні Доменіко Кассіні. Він помилково вважав, що вона точніше описує орбіту Землі, ніж еліпс. Хоча цю лінію називають овалом Кассіні, вона не завжди овальна.

## Рівняння
Позначимо відстань між фокусами {\displaystyle 2c}.

Випадок зміни параметра

Випадок зміни параметра

- В прямокутних координатах неявна крива:

{\displaystyle \textstyle (x^{2}+y^{2})^{2}-2c^{2}(x^{2}-y^{2})=a^{4}-c^{4}}.
- У явному вигляді рівняння в прямокутних координатах:

{\displaystyle \textstyle y=\pm {\sqrt {{\sqrt {a^{4}+4c^{2}x^{2}}}-x^{2}-c^{2}}}}.
- В полярній системі координат:

{\displaystyle \rho ^{4}-2c^{2}\rho ^{2}\cos {2\varphi }=a^{4}-c^{4}}.

## Особливості форми
У рівнянні кривої містяться два незалежних параметри: {\displaystyle c} — половина відстані між фокусами і {\displaystyle a} — добуток відстаней від фокусів до будь-якої точки кривої. З точки зору форми найсуттєвішим є відношення параметрів, а не їх величини, які при сталому відношенні визначають лише розмір фігури. Можна виділити шість різновидів форми залежно від величини відношення
{\displaystyle \textstyle {\frac {c}{a}}}:
- {\displaystyle \textstyle {\frac {c}{a}}=\infty }, тобто {\displaystyle \textstyle a=0} при {\displaystyle \textstyle c\neq 0}.

Крива вироджується до двох точок, що збігаються з фокусами. При {\displaystyle c\to \infty } форма кривої прямує до двох точок.
- {\displaystyle \textstyle 1<{\frac {c}{a}}<\infty }, тобто {\displaystyle \textstyle 0<a<c}

Крива розпадається на два окремих овали, кожний з яких витягнений у напрямі іншого і за формою нагадує яйце.
- {\displaystyle \textstyle {\frac {c}{a}}=1}, тобто {\displaystyle \textstyle a=c}

Права частина рівняння в прямокутних координатах (див. вище) перетворюється на нуль, і крива стає лемніскатою Бернуллі.
- {\displaystyle \textstyle {\frac {1}{\sqrt {2}}}<{\frac {c}{a}}<1}, тобто {\displaystyle \textstyle c<a<c{\sqrt {2}}}

У кривої з'являються чотири симетричні точки перегину (по одній у кожній координатній чверті). Кривина в точках перетину з віссю {\displaystyle OY} прямує до нуля, коли {\displaystyle a} прямує до {\displaystyle c} і до нескінченності, коли {\displaystyle a} прямує до {\displaystyle c{\sqrt {2}}}.
- {\displaystyle \textstyle 0<{\frac {c}{a}}\leqslant {\frac {1}{\sqrt {2}}}}, тобто {\displaystyle \textstyle a\geqslant c{\sqrt {2}}}

Крива стає овалом, тобто опуклою замкнутою кривою.
- {\displaystyle \textstyle {\frac {c}{a}}=0}, тобто {\displaystyle \textstyle c=0} при {\displaystyle \textstyle a\neq 0}

Із збільшенням {\displaystyle a} (коли відношення {\displaystyle \textstyle {\frac {c}{a}}} прямує до нуля) крива прямує до кола радіусом {\displaystyle a}. Якщо {\displaystyle c=0}, то відношення {\displaystyle \textstyle {\frac {c}{a}}} досягає нуля, і в цьому випадку крива вироджується у коло.

## Властивості

Чорне коло — множина максимумів і мінімумів; синя лемніската — множина точок перегину

- Овал Кассіні — алгебрична крива четвертого порядку.
- Вона є симетричною відносно середини відрізка між фокусами.
- При {\displaystyle 0<a<c{\sqrt {2}}} має два абсолютних максимуми і два мінімуми:

{\displaystyle {\begin{cases}x=\pm {\frac {\sqrt {4c^{4}-a^{4}}}{2c}}\\y=\pm {\frac {a^{2}}{2c}}\end{cases}}}
Геометричне місце точок абсолютних максимумів і мінімумів — коло радіусом {\displaystyle c} з центром посередині відрізка між фокусами.
- При {\displaystyle c<a\leqslant c{\sqrt {2}}} крива має чотири точки перегину. Їх полярні координати:

{\displaystyle {\begin{cases}\rho ={\sqrt[{4}]{\frac {a^{4}-c^{4}}{3}}}\\\cos 2\varphi =-{\sqrt {{\frac {1}{3}}\left({\frac {a^{4}}{c^{4}}}-1\right)}}\end{cases}}}
Геометричне місце точок перегину — лемніската з вершинами {\displaystyle \left(0;\pm c\right)}.
- Радіус кривини для випаду подання у полярних координатах:

{\displaystyle R={\frac {a^{2}\rho }{\rho ^{2}+c^{2}\cos {2\varphi }}}={\frac {2a^{2}\rho ^{3}}{c^{4}-a^{4}+3\rho ^{4}}}}

## Узагальнення
Овал Кассіні є частковим випадком кривої Персея.
Зокрема, рівняння кривої Персея у декартовій системі координат
{\displaystyle (x^{2}+y^{2})^{2}=ax^{2}+by^{2}+c}.
при {\displaystyle a=-b=2c^{2},c=a^{4}-c^{4}} перетворюється на рівняння овала Кассіні
{\displaystyle \textstyle (x^{2}+y^{2})^{2}-2c^{2}(x^{2}-y^{2})=a^{4}-c^{4}}